# Pepe (2024)
Pepe ist ein Spielfilm von Nelson Carlo de los Santos Arias aus dem Jahr 2024.

## Handlung
Ein Flusspferd ist verstorben. Es war von Afrika nach Kolumbien gebracht worden, um im Privatzoo des Drogenbarons Pablo Escobar zu leben, Oberhaupt des sogenannten Medellín-Kartells. Das Tier tritt im Film selbst als Erzähler auf und berichtet aus seinem Leben. Es wurde von der kolumbianischen Presse Pepe getauft. Gleichzeitig war das Tier das erste und einzige Nilpferd, das je auf dem amerikanischen Kontinent getötet wurde.

## Hintergrund
Pepe ist der vierte Langfilm des dominikanischen Dokumentar- und Spielfilmregisseurs Nelson Carlo de los Santos Arias. Er studierte Film in Argentinien, Schottland und den USA.
Die Dreharbeiten fanden in Namibia und Kolumbien statt.

## Veröffentlichung und Rezeption
Die Uraufführung des Films fand am 20. Februar 2024 im Rahmen der Internationalen Filmfestspiele Berlin statt. Dort wurde der Beitrag in den Hauptwettbewerb aufgenommen. Der künstlerische Leiter Carlo Chatrian gab an, dass es sich bei dem Werk um eine „Mischung aus Genres und Stilen“ handle. Pepe sei im Rahmen des diesjährigen Berlinale-Programms der am wenigsten „klassifizierbare“ Beitrag.
Pepe ist einer von zwölf Filmen, die über den World Cinema Fund gefördert und zur Berlinale eingeladen wurden.

## Auszeichnungen

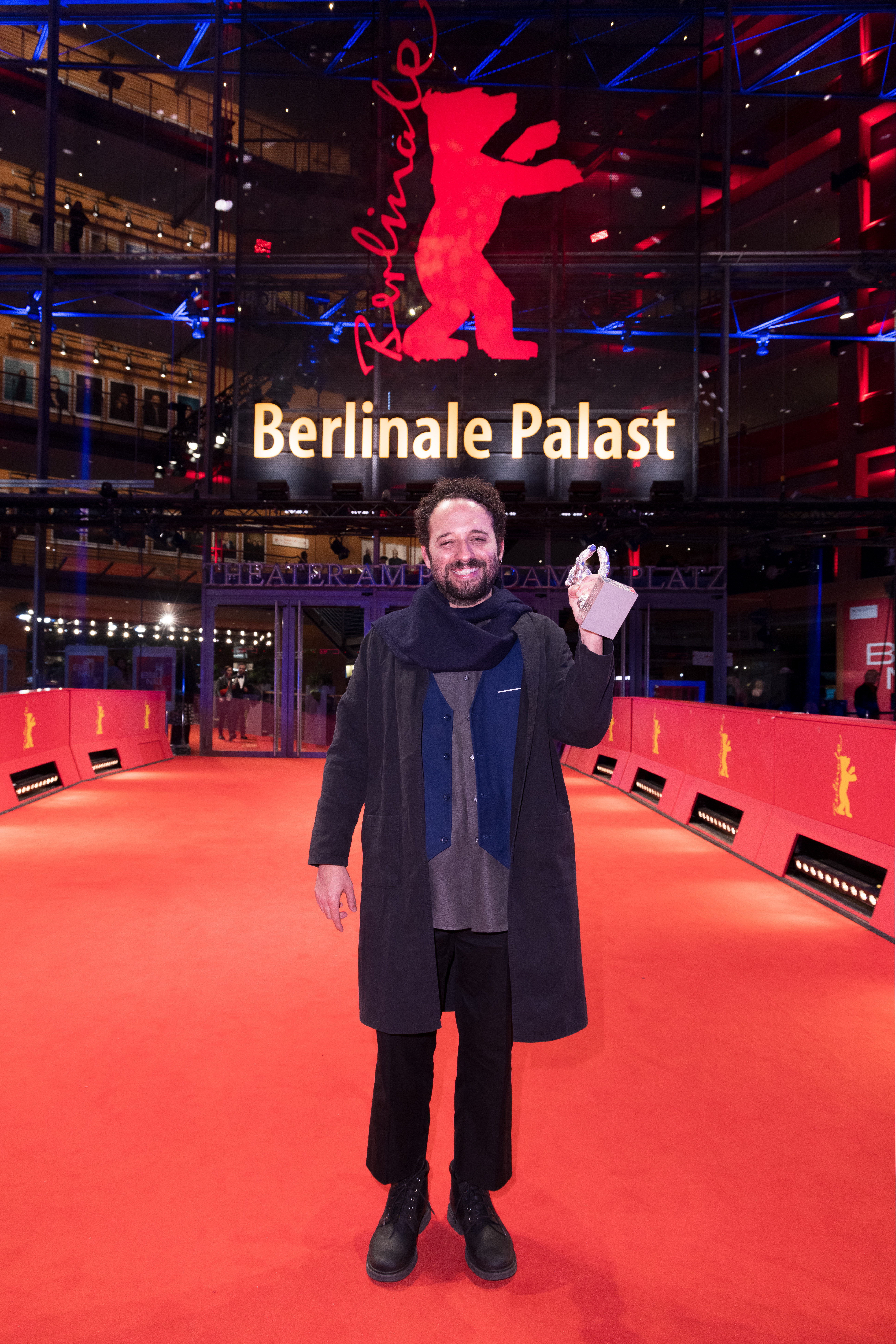
Der Regisseur mit seinem Silbernen Bären auf dem roten Teppich der Berlinale 2024

Pepe erhielt eine Einladung in den Wettbewerb um den Goldenen Bären, den Hauptpreis der Berlinale. Dort wurde Nelson Carlo de los Santos Arias mit dem Regiepreis geehrt.